# 亞當斯山

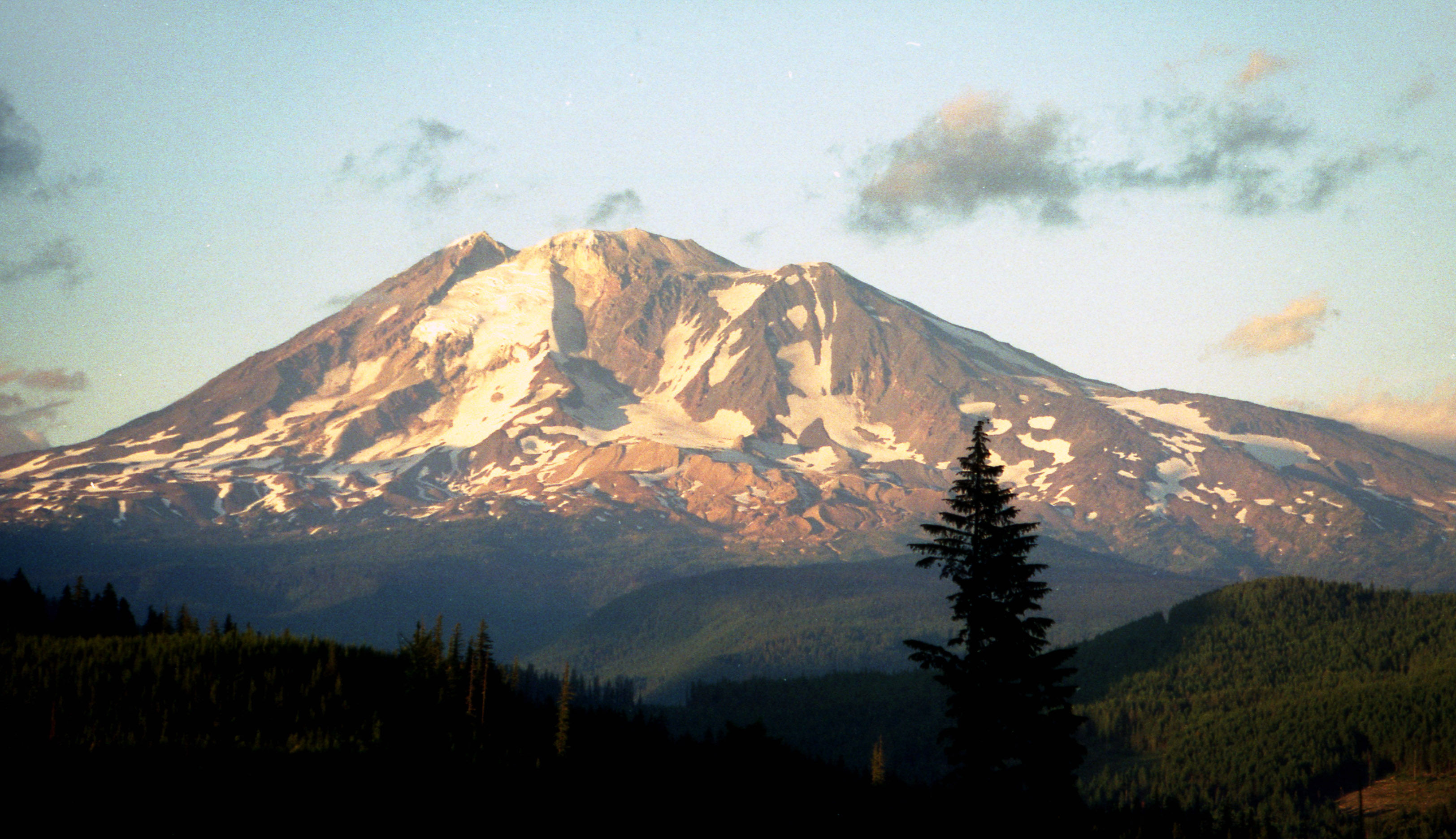

亞當斯山是美國的火山，位於華盛頓州，屬於喀斯喀特山脈的一部分，距離聖海倫斯火山50公里，海拔高度3,743米，最近一次火山噴發在公元前550年發生，人類在1854年首次成功登頂。